# Walter Audisio

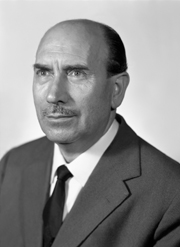
Walter Audisio (1963)

Walter Audisio (* 28. Juni 1909 in Alessandria; † 11. Oktober 1973 in Rom) war ein italienischer Politiker (KPI) und kommunistischer Partisan.

## Leben
Der Buchhalter Audisio trat 1931 der Kommunistischen Partei Italiens (KPI) bei und wurde Leiter der Untergrundorganisation der Partei in Alessandria. Im Jahr 1934 wurde er von der Geheimpolizei OVRA verhaftet und zu fünf Jahren Konfination auf der Insel Ponza verurteilt. Er wurde 1939 aus gesundheitlichen Gründen entlassen, stand aber ständig unter polizeilicher Aufsicht. Trotzdem betätigte er sich seit 1942 wieder im Untergrund der KPI.
Nach einem erfolglosen Versuch, im September 1943 den Kampf gegen die deutschen Besatzer in Turin zu organisieren, wurde gegen Audisio ein Haftbefehl erlassen, und er zog sich aus Alessandria zurück. Ab Oktober 1943 organisierte er den Partisanenkampf im Bereich Mantua und am Unterlauf des Po. In dieser Zeit war er bis Dezember 1944 als Befehlshaber von Partisanenverbänden unter dem Decknamen „Oberst Valerio“ bekannt. Als Führer der Garibaldi-Brigaden leitete er eine kommunistische Partisanengruppe der Resistenza, die am 28. April 1945 die Erschießung des kurz zuvor festgenommenen Benito Mussolini in Giulino di Mezzegra am Comer See vornahm. Audisio behauptete, dass er Mussolini persönlich erschossen habe, was bis heute jedoch umstritten ist. Am Abend des gleichen Tages wurden von dem von Audisio befehligten Exekutionskommando noch weitere bedeutende Mitglieder der faschistischen Partei oder Regierungsmitglieder der Italienischen Sozialrepublik in Dongo hingerichtet, wie: Alessandro Pavolini, Ferdinando Mezzasoma, Paolo Zerbino, Vito Casalinuovo, Nicola Bombacci, Ruggero Romano, Augusto Liverani, Paolo Porta, Luigi Gatti, Alfredo Coppola, Ernesto Daquanno, Mario Nudi, Pietro Calistri, Marcello Petacci.
Im Mai 1957 sagte Audisio vor dem Schwurgericht in Padua als Zeuge im Prozess um den verschwunden „Mussolini-Schatz“ aus, dass er die Exekution des Diktators aufgrund eines einstimmigen Beschlusses einer Gruppe von Partisanenführern vorgenommen habe. Jedoch erzählten Audisio und der Partisanenführer „Bill“ verschiedene Versionen über den Tod des Bruders von Mussolinis Freundin Clara Petacci. Er stritt auch ab, dass er eine Aktentasche mit über einer Million Lire, die Mussolini bei sich hatte, an sich genommen hatte. Er habe diese Aktentasche lediglich nach wichtigen Dokumenten gesichtet und sie dann einem Adjutanten zur Überbringung an den Partisanenchef in Mailand übergeben. Da dieser das Geld nicht ablieferte, ist bis heute ungeklärt, wer das Geld erhielt.
Audisio wurde nach dem Krieg als Abgeordneter des Wahlkreises Cuneo-Alessandria-Asti in die Abgeordnetenkammer gewählt, welcher er bis Anfang 1970 angehörte.
Nach Berichten lebte er in den letzten Jahren isoliert und hatte keinen Kontakt mehr zur Kommunistischen Partei. Er stand 1972 nicht mehr auf der Kandidatenliste zu den Parlamentswahlen.